# Johan Rengers Hora Siccama

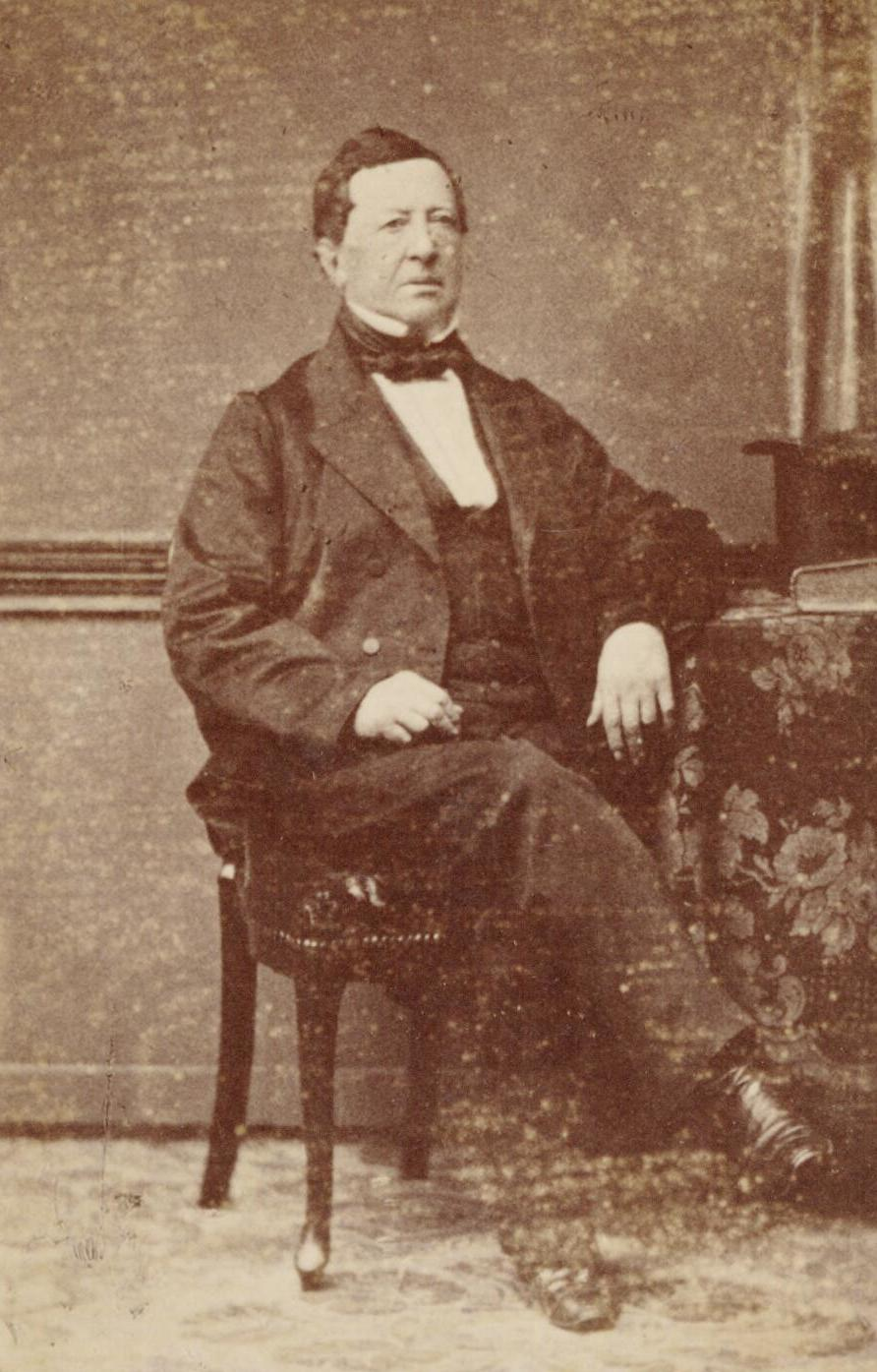
Johan Rengers Hora Siccama

Jhr. Johan Rengers Hora Siccama (Groningen, 3 september 1801 - Paterswolde, 25 januari 1891) was een Nederlands burgemeester.

## Familie
Rengers Hora Siccama, lid van de familie Siccama, werd gedoopt op 9 september 1801 in de A-kerk en werd in het doopregister ingeschreven als Johan Hora, zoon van Wiardus Siccama en Odilia Amelia Rengers. De familie verhuisde naar Hoogezand, waar vader Wiardus notaris werd. Naar aanleiding van het decreet van Napoleon Bonaparte van augustus 1811 inzake naamsaanneming, liet Wiardus Hora Siccama eind december 1811 voor zijn zonen de achternaam 'Rengers Hora Siccama' vastleggen. In april 1826 werd het doopboek in Groningen gerectificeerd en werd verklaard dat "de voornaam Hora volgende op de voornaam Johan wordt beschouwd als in dezelve niet vermeld." Hij werd bij Koninklijk Besluit van 16 december 1876 verheven in de Nederlandse adel, met het predicaat jonkheer. Bij zijn overlijden wordt hij vermeld als 'Johan Rengers Hora Siccama van Farmsum'.
Hij trouwde in 1827 met Maria Aletta van Angelbeek (1804-1887), dochter van Johan Gerard van Angelbeek, resident van Buitenzorg. Zij kregen negen kinderen. Hun dochter Anna Maria Catharina (1831-1905) trouwde met dr. Herman van Hall; hun zoon Wiardus (1835-1908) was notaris, jonkheer, burgemeester van Westerbork en Vries.

## Bezittingen
Mr. Rengers Hora Siccama was heer van Farmsum en Oosterbroek. Farmsum erfde hij van moederskant. Oosterbroek was in de familie gekomen nadat vader Wiardus Hora Siccama hertrouwde met een dochter van Tonco Modderman, heer van Oosterbroek. De jonkheer erfde de havezate in 1851. Hij bezat het recht van collatie van Farmsum en Oosterbroek, hij verkocht dit later aan de beide gemeentes.
Rengers Hora Siccama was eigenaar van het Meedhuizermeer bij Delfzijl, dat hij tussen 1870 en 1877 met behulp van een stoomgemaal liet droogmalen. Naast het gemaal liet hij de boerderij Nieuw Oosterbroek bouwen, vernoemd naar zijn havezate. Ook was hij eigenaar van het in 1873 drooggelegde Proostmeer bij Wagenborgen, dat hij in 1890 voor een teleurstellend bedrag moest verkopen.
Rengers Hora Siccama behoorde tot de rijkste inwoners van Drenthe. In 1878 stond hij als tweede genoteerd op de lijst van hoogstaangeslagenen in deze provincie. Hij bezat onroerend goed in de gemeenten Delfzijl, Eelde, Haren, Hoogezand, Midwolda, Muntendam, Nieuwolda, Termunten en Vries.

## Loopbaan
Hij studeerde rechten en werd rond 1827 advocaat. Daarnaast was hij luitenant-kolonel bij het 5e bataljon rustende schutterij. In 1832 volgde hij zijn vader op als notaris in Hoogezand. Tevens was hij overste schepper van het Farmsumerzijlvest, waarover echter in 1839 klachten kwamen. Van 1841 tot 1849 was hij burgemeester van Hoogezand. Hij woonde met zijn gezin in Martenshoek, maar verbleef 's zomers liever op zijn havezate Oosterbroek bij Eelde. De gemeentebode kwam iedere week, te voet, langs om hem stukken te brengen. Hij bracht dan de nacht door bij de burgemeester, om de volgende dag weer naar Hoogezand te lopen.
In Martenshoek is in de jaren zestig langs zijn voormalige woning een weg aangelegd, die de naam Hora Siccamastraat kreeg.
- International Standard Name Identifier: 0000 0003 9744 0311
- Nederlandse Thesaurus van Auteursnamen: 071258892
- Virtual International Authority File: 20062399
- WorldCat: E39PBJdGRmrmDW9HCQbtmMxhpP